# Segretario di Stato per le relazioni del Commonwealth
La carica di segretario di Stato per le relazioni del Commonwealth era una carica britannica di livello ministeriale creata nel 1947, responsabile delle relazioni del Regno Unito con i paesi facenti parte del Commonwealth delle nazioni (quindi con i paesi che una volta, tranne Mozambico e Ruanda, avevano fatto parte dell'Impero britannico).
Tale carica fu un'evoluzione di quella di segretario di Stato per gli affari dei dominion e, nel 1966, fu fusa con quella di segretario di Stato per le Colonie dando origine alla carica di segretario di Stato per gli affari del Commonwealth. L'esistenza di quest'ultima carica fu particolarmente breve, poiché nel 1968 fu anch'essa fusa con un'altra, ossia con la carica di segretario di Stato per gli affari esteri, dando origine all'odierna posizione di segretario di Stato per gli affari esteri e del Commonwealth.

## Segretari di Stato per le relazioni del Commonwealth, 1947—1966
| Segretario | Segretario | Segretario             | Partito              | Inizio           | Fine             | Governo                             |
| ---------- | ---------- | ---------------------- | -------------------- | ---------------- | ---------------- | ----------------------------------- |
|            |            | Christopher Addison    | Partito Laburista    | 7 luglio 1947    | 7 ottobre 1947   | Clement Attlee                      |
|            |            | Philip Noel-Baker      | Partito Laburista    | 7 ottobre 1947   | 28 febbraio 1950 | Clement Attlee                      |
|            |            | Patrick Gordon Walker  | Partito Laburista    | 28 febbraio 1950 | 26 ottobre 1951  | Clement Attlee                      |
|            |            | Hastings Lionel Ismay  | Nessuno              | 28 ottobre 1951  | 12 marzo 1952    | Winston Churchill                   |
|            |            | Robert Gascoyne-Cecil  | Partito Conservatore | 12 marzo 1952    | 24 novembre 1952 | Winston Churchill                   |
|            |            | Philip Cunliffe-Lister | Partito Conservatore | 24 novembre 1952 | 7 aprile 1955    | Winston Churchill                   |
|            |            | Alec Douglas-Home      | Partito Conservatore | 7 aprile 1955    | 27 luglio 1960   | Anthony Eden, Harold Macmillan      |
|            |            | Duncan Sandys          | Partito Conservatore | 27 luglio 1960   | 16 ottobre 1964  | Harold Macmillan, Alec Douglas-Home |
|            |            | Arthur Bottomley       | Partito Laburista    | 18 ottobre 1964  | 1 agosto 1966    | Harold Wilson                       |